# Michael Wyschogrod

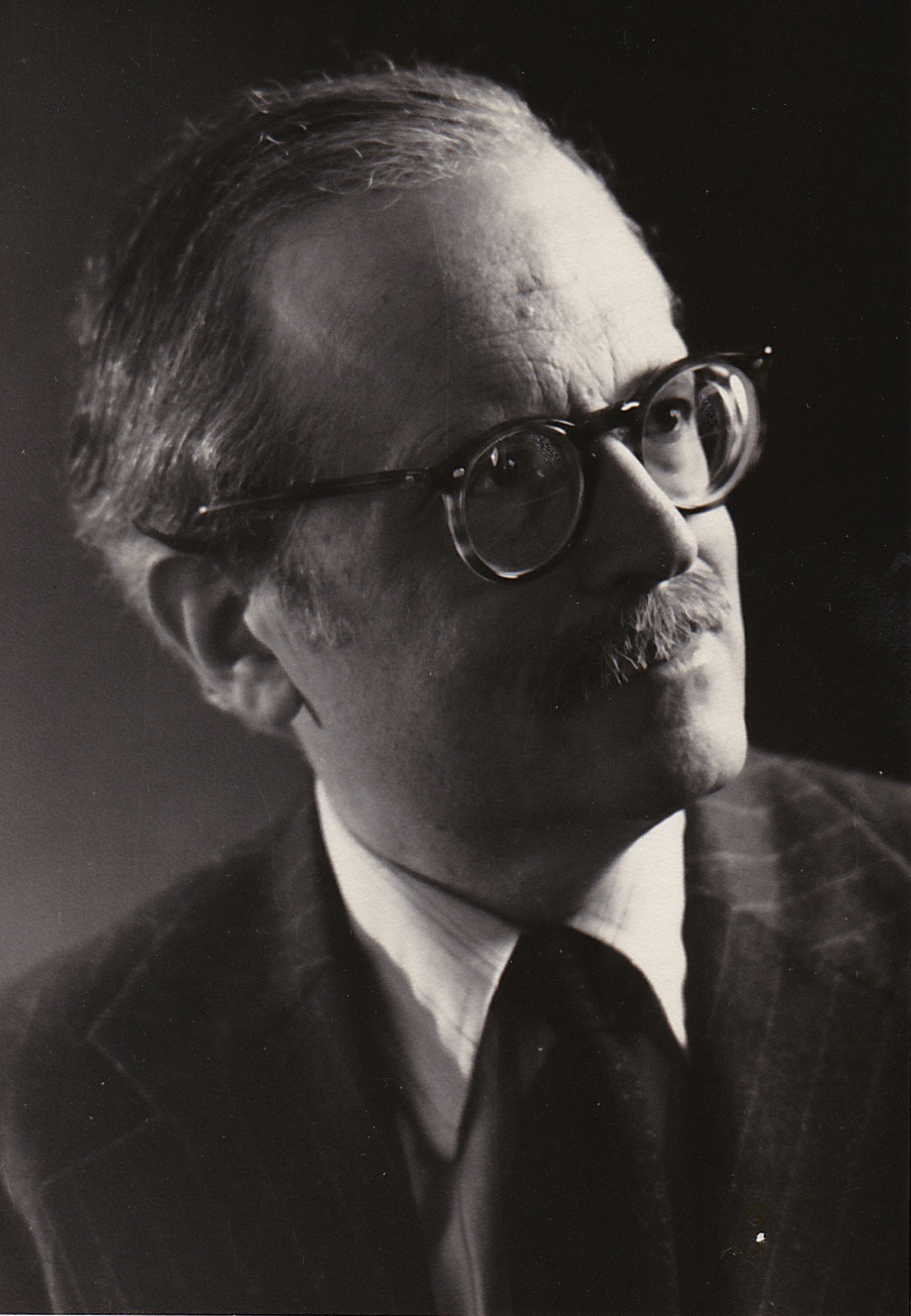
Michael Wyschogrod

Michael Wyschogrod (* 28. September 1928 in Berlin; † 17. Dezember 2015) war ein US-amerikanischer jüdischer Religionsphilosoph.

## Leben
Seine Eltern Paul Wyschogrod und Margaret, geb. Ungar, waren mit ihrem älteren Sohn Marcel erst wenige Jahre vor Michaels Geburt aus Budapest, wo sich alle wirtschaftlichen Bedingungen verschlechterten, nach Berlin gezogen. Paul Wyschogrod war ein international angesehener Schachmeister, verdiente aber nur ein geringes Einkommen durch den Verkauf in Heimarbeit hergestellter Artikel auf Märkten. Michael besuchte in Berlin die Schule der Adass Jisroel, die seit 1936 unter dem Weggang von Lehrern und Schülern litt. Die Familie Wyschogrod erlangte mit Hilfe eines Bruders der Mutter Anfang 1939 Einreisevisa in die USA. Da die Emigration nach New York über Warschau führte, lernte der zehnjährige Michael noch kurz vor seiner Zerstörung für drei Wochen das jüdische Leben in Warschau kennen.
Er erhielt im New Yorker Stadtteil Brooklyn talmudische Bildung an der jiddischsprachigen, osteuropäisch geprägten orthodoxen Yeshivah Torah Vodaath. 1945 und 1946 lernte er ein Jahr lang Talmud. Ab 1946 besuchte er zugleich das City College und die Yeshiva University in New York. Am City College begegnete er dem Werk Søren Kierkegaards, das ihn zur bleibenden Beschäftigung mit der christlichen Theologie bewegte. An der Yeshiva University studierte er bis 1953 Talmud und jüdische Philosophie mit dem führenden Lehrer des modernen amerikanischen orthodoxen Judentums, Rabbi Joseph Dov Soloveitchik. Von 1949 bis zu seiner Dissertation über Søren Kierkegaard und Martin Heidegger im Jahre 1953 studierte er an der Philosophischen Abteilung der Columbia University. Am City College, Hunter College und Baruch College der City University of New York lehrte er Philosophie und wurde Leiter der Philosophischen Abteilung des Baruch College. 1992 wurde er als Professor an das nach 33-jähriger Unterbrechung wiedergegründete Religious Studies Program der University of Houston berufen und leitete von 1996 bis zu seiner Emeritierung im Jahr 2002 das Programm.

## Wirken
Er war Gastprofessor an der Bar-Ilan University Tel Aviv, der Graduate Faculty of the New School, New York NY, der Dropsie University, Philadelphia PA, der Hochschule für Jüdische Studien Heidelberg, der Theologischen Fakultät Luzern, der Universität Bern, der Kirchlichen Hochschule Wuppertal, dem Princeton Theological Seminary, Princeton NJ, der Rice University Houston TX und lehrte immer wieder auch an der christlich-jüdischen Sommeruniversität des Instituts Kirche und Judentum, die zunächst von 1987 bis 2003 alle zwei Jahre in seiner Geburtsstadt Berlin stattfand. Er gehörte dem Herausgeberkreis der Zeitschrift Tradition. A Journal of Orthodox Thought an.
Ein Kommentar von ihm, der viel Aufsehen erregte, war: „Eine hohe Christologie klingt in jüdischen Ohren götzendienerisch.“